# Brinkmannella elongata
Brinkmannella elongata är en fiskart som beskrevs av Parr, 1933. Brinkmannella elongata ingår i släktet Brinkmannella och familjen Epigonidae. Inga underarter finns listade.